# WALL·E
WALL·E és una pel·lícula estatunidenca animada de ciència-ficció de 2008 produïda per la companyia Pixar i comercialitzada per Walt Disney Pictures. El film, animat per ordinador, narra la història de dos robots, un d'ells WALL·E, que és l'encarregat de netejar la Terra en el futur. Va ser dirigit per Andrew Stanton, el treball previ del qual, Buscant en Nemo, va guanyar l'Oscar a la millor pel·lícula d'animació. La majoria dels personatges de WALL·E no tenen veus humanes i es comuniquen amb sons -dissenyats per Ben Burtt- que s'assemblen a veus.
La pel·lícula es va estrenar en alguns cinemes dels Països Catalans en català, així com el DVD.

## Repartiment
- Ben Burtt com a WALL·E (Waste Allocation Load Lifter Earth Class , trad. lit. "Elevador per Assignació de Càrrega Residual Classe Terra": és el protagonista de la pel·lícula. Es tracta d'un robot sensible que es dedica a compactar els residus de la Terra i que funciona mitjançant l'energia solar. Està dissenyat amb una caixa recollidora de residus a tot terreny, mans de pala amb tres dits i dos ulls binoculars. Està equipat, a més, amb un làser que té entre els dos ulls i amb un dispositiu de gravació que utilitza per gravar i reproduir la cançó "It Only Takes a Moment" del musical Hello Dolly!.
- Elissa Knight com a EVE (Extraterrestial Vegetation Evaluator, trad. lit. "Avaluador de Vegetació Extraterrestre": és una robot elegant del tipus sonda espacial, la funció principal de la qual és localitzar vegetació a la Terra per confirmar si aquesta és habitable o no. Està dissenyada a partir d'un cos blanc en forma d'ou amb extremitats com els braços, mans i dits, amb un cap i unes espatlles que leviten sobre ella. EVE es mou de manera anti-gravitatòria i està equipada, a més, amb un canó al braç dret.
- Jeff Garlin com a Capità B. McCrea: és el comandant i, aparentment l'únic oficial de la nau Axiom. Les seves tasques com a capità són, però, rutines diàries absurdes, ja que la nau funciona amb el servei d'auto-pilotatge i assumint les seves pròpies decisions.
- Fred Willard com a Shelby Forthright: és el CEO històric de la corporació Buy'n'Large i només es mostra a través de projeccions sobre els inicis de la nau Axiom i el seu propòsit original. Sempre optimista, era l'encarregat de proposar plans d'evacuació i de netejar i recolonitzar el planeta Terra, que va acabar deshabitat per la seva alta toxicitat. Forthright és l'únic personatge live action amb diàlegs, i el primer de la història de Pixar.
- John Ratzenberger i Kathy Najimi com a John i Mary, respectivament: John i Mary viuen els dos a Axiom i són tan dependents de les seves pantalles de vídeo personals i els serveis automàtics que han oblidat tot allò que els envolta. Tot i així, gràcies a les accions del protagonista, WALL·E, acaben sortint d'aquest estat per, finalment, trobar-se entre ells cara a cara.
- Sigourney Weaver com a veu de l'ordinador d'Axiom.

## Publicitat[calcitació]
Disney i Pixar van llançar una campanya publicitària el protagonisme de la qual requeia sobre tres anuncis d'aquesta cinta, que explicaven des de la iconografia, la història de Pixar fins a acabar de forma poètica en la raó de la trama d'un individu solitari i la seva única amiga.
El primer tràiler promocional comença amb una xerrada d'Andrew Stanton comentant com WALL·E és l'últim personatge d'una col·lecció d'idees que va realitzar una tarda al costat dels seus companys John Lasseter, Peter Docter i Joe Ranft, en les quals també donarien lloc a les pel·lícules Toy Story, A Bug's Life, Monsters, Inc., Buscant en Nemo i finalment a WALL·E.
En el segon, el personatge WALL·E juga amb el logotip de Pixar en la introducció emblemàtica de l'empresa.
El tercer presenta una mica de la trama de la pel·lícula i mostra a l'altra protagonista del film, la robot de nom EVE, la qual en altres traduccions porta per nom EVA.

## Recepció
WALL·E va ser aclamada per la crítica. El lloc web Rotten Tomatoes determinà que de 181 persones que van qualificar la pel·lícula, només 6 la van titllar de "podrida", donant una qualificació total de 97%. El lloc web Metacritic va donar una puntuació del 93%, basada en 38 crítiques.
D'entre tots els premis que va rebre la pel·lícula, destaquen l'Oscar a la millor pel·lícula d'animació i el BAFTA a la mateixa categoria.

## Curiositats
- "WALL·E" són les sigles de "Waste Allocation Load Lifters Earth-Class" (en anglès, "Aixecadors de Càrrega de Residus Classe-terrestre").
- La música de fons que s'escolta mentre WALL·E treballa és de la pel·lícula Hello, Dolly!, pel·lícula que apareix en els agraïments, al costat de la 20th Century Fox, pels drets.[6]
- A la pel·lícula Star Wars apareix WALL·E entre els robots que han segrestat R2-D2 i C3P-O, el qual surt a veure'ls quan aquests arriben.[7]
- Els ulls i les rodes de WALL·E són molt semblants al robot 5 de les pel·lícules Short Circuit (1986) i Short Circuit 2 (1988).[8]
- Al tràiler de la pel·lícula, exhibit en Real Player, hi ha una escena on s'assembla també a unes preses de la pel·lícula Short Circuit on aquest aixafa sense pietat un insecte.
- WALL·E té certa semblança amb el robot del videojoc de Nintendo "R.O.B".
- En l'extra estatunidenc es pot veure que WALL·E arriba a la nau on són els humans i troba altres robots.
- Al tràiler, quan l'atrapen els carros de compra, fan un acostament molt semblant al de les càmeres de filmació real, no digital.
- Una part del film -on es veu a AUTO, el pilot automàtic de la nau espacial L'AXIOMA, té una semblança amb la pel·lícula 2001: una odissea de l'espai.
- A només 3 dies de la seva estrena als Estats Units, WALL·E ja s'ubicà en la sisena posició de les "250 millors pel·lícules" segons els usuaris d'IMDb.
- Quan WALL·E acaba de recarregar-se a través de les seves cel·les solars se sent el mateix so que quan s'encén una computadora MAC.
- Steve Jobs apareix en els crèdits al final de la pel·lícula, en la part d'agraïments.
- En la versió en anglès, la veu del robot AUTO és la veu que per defecte tenen les computadores MAC en el seu programari MacInTalk.[9]
- El nombre de protocol que segueix el robot AUTO de la nau L'AXIOMA és l'A-113. Aquest mateix nombre apareix a Cars (és el nombre d'una locomotora), a Toy Story (és la matrícula de l'auto de la mare d'Andy) i a Lilo & Stitch (el camió que Stitch llança al volcà).[10]
- En una escena a la ciutat plena d'escombraries, quan EVE aquesta analitzant el terreny, es veu la camioneta repartidora de pizzes de Toy Story.
- Quan WALL-E insereix el video casette (VHS) en l'aparell per veure la pel·lícula Hello, Dolly!, es veu que usa un iPod per veure la imatge i a més li posa una lupa perquè es vegi més a prop

## Format casolà
El format DVD i Blu-ray van sortir a la venda el 18 de novembre de 2008. Aquests dos formats contenen, a més de la pel·lícula, un curtmetratge titulat BURN-E, realitzar per Leslie Iweks.
D'aquesta manera, es va realitzar una recaudació de USD 142633974 amb la venda de més de nou milions d'unitats, situant el DVD en la capdavantera de la venda de DVD i Blu-Rays d'animació en el 2008, essent únicament superat per Kung Fu Panda.
El DVD va situar-se com el tercer en nombre de vendes generals en el 2008.